# Liga I 2015-16
La Liga I 2015-16 fue la 98.ª temporada de la Liga I, la primera división del sistema de ligas del fútbol rumano. La temporada comenzó el 10 de julio de 2015. Para esta edición participaran 14 equipos.
Al final de la temporada, el club campeón y subcampeón se clasificarán para la Liga de Campeones de la UEFA 2016-17, mientras que los equipos que acaben en tercer y cuarto lugar se clasificarán para la fase de clasificación de la UEFA Europa League 2016-17. Un tercer cupo a la UEFA Europa League 2016-17 será para el vencedor de la Copa de Rumania.

## Ascensos y descensos
| Pos. | de la Liga I 2014-15  |
| ---- | --------------------- |
| 13.º | Gaz Metan Medias      |
| 14.º | Brasov                |
| 15.º | Universitatea Cluj    |
| 16.º | Rapid Bucarest        |
| 17.º | Otelul Galati         |
| 18.º | Ceahlaul Piatra Neamt |

| Pos. | de la Liga II 2014-15 |
| ---- | --------------------- |
| 1.º  | Voluntari             |
| 2.º  | Poli Timisoara        |

## Cambio de Formato
Para esta edición el torneo estára conformado en tres partes:
- Temporada regular: Se integra por 26 jornadas.
- Ronda de campeonato: Se integra por 10 jornadas.
- Ronda de descenso: Se integra por 14 jornadas.

### Temporada regular
En esta fase participan los 14 clubes de la Liga I jugando todos contra todos durante las 26 jornadas respectivas, a partidos de ida y vuelta.

### Ronda de campeonato
En esta fase participaran los 6 clubes mejor ubicados en la tabla general al término de la temporada regular, jugaran todos contra todos durante 10 jornadas a partidos de ida y vuelta.

Los equipos comienzan la Ronda de campeonato con sus puntos de la temporada regular reducido a la mitad, redondeado hacia abajo.

El club con más puntos al término de la ronda de campeonato se proclamará campeón, y tiene derecho a disputar la Liga de Campeones de la UEFA, partiendo de la tercera fase de clasificación al igual que el equipo que termine en segundo lugar. El tercero jugará la UEFA Europa League desde la tercera ronda preliminar, al igual que el campeón de la Copa de Rumania, mientras que el cuarto también se clasifica y partirá de la segunda ronda.

### Ronda de descenso
En esta fase participaran los 8 clubes peor ubicados en la tabla general al término de la temporada regular, jugaran todos contra todos durante 14 jornadas a partidos de ida y vuelta.

Los equipos comienzan la ronda de descenso con sus puntos de la temporada regular reducido a la mitad, redondeado hacia abajo.

El ganador de la ronda de descenso termina séptimo en la clasificación general de la temporada, el equipo de segundo puesto - octavo, y así sucesivamente, con el último equipo colocado en la ronda de descenso siendo el 14a.

El 12° lugar: entra a Play-offs con un equipo de la Liga II para un lugar en la temporada 2016/17 de la Liga I.

El 13° y 14° lugar descienden automáticamente a la Liga II.

## Equipos
| Club                  | Ciudad      | Estadio                            | Capacidad |
| --------------------- | ----------- | ---------------------------------- | --------- |
| Astra Giurgiu         | Giurgiu     | Stadionul Marin Anastasovici       | 7 000     |
| Botosani              | Botoșani    | Stadionul Municipal (Botoșani)     | 12 000    |
| CFR Cluj              | Cluj-Napoca | Stadionul Dr. Constantin Rădulescu | 23 500    |
| Concordia Chiajna     | Chiajna     | Stadionul Concordia                | 5 123     |
| CSMS Iaşi             | Iași        | Stadionul Emil Alexandrescu        | 11 390    |
| Dinamo București      | Bucarest    | Arena Națională                    | 55 611    |
| Pandurii Târgu Jiu    | Târgu Jiu   | Stadionul Tudor Vladimirescu       | 9 200     |
| Petrolul Ploiești     | Ploiești    | Stadionul Ilie Oană                | 15 500    |
| Poli Timișoara        | Timişoara   | Stadionul Dan Păltinișanu          | 35 000    |
| Steaua București      | Bucarest    | Stadionul Ghencea                  | 55 611    |
| Tîrgu Mureș           | Târgu Mureș | Stadionul Trans-Sil                | 8 000     |
| Universitatea Craiova | Craiova     | Stadionul Ion Oblemenco            | 25 252    |
| Viitorul Constanța    | Constanța   | Stadionul Farul                    | 5 123     |
| Voluntari             | Voluntari   | Stadionul Niţă Pintea              | 2 500     |

## Temporada regular

### Tabla de posiciones
| Pos. | Equipo                | Pts. | PJ | G  | E  | P  | GF | GC | Dif. | Clasificación            |
| ---- | --------------------- | ---- | -- | -- | -- | -- | -- | -- | ---- | ------------------------ |
| 1    | Astra Giurgiu         | 51   | 26 | 14 | 9  | 3  | 42 | 29 | +13  | Ronda por el campeonato  |
| 2    | Dinamo Bucureşti      | 48   | 26 | 13 | 9  | 4  | 36 | 24 | +12  | Ronda por el campeonato  |
| 3    | Pandurii Târgu Jiu    | 47   | 26 | 13 | 8  | 5  | 35 | 26 | +9   | Ronda por el campeonato  |
| 4    | Viitorul Constanța    | 46   | 26 | 13 | 7  | 6  | 49 | 30 | +19  | Ronda por el campeonato  |
| 5    | Steaua Bucureşti      | 44   | 26 | 12 | 8  | 6  | 35 | 25 | +10  | Ronda por el campeonato  |
| 6    | Târgu Mureș           | 38   | 26 | 9  | 11 | 6  | 27 | 21 | +6   | Ronda por el campeonato  |
| 7    | CSMS Iaşi             | 37   | 26 | 9  | 10 | 7  | 22 | 25 | −3   | Ronda por la permanencia |
| 8    | Universitatea Craiova | 31   | 26 | 8  | 7  | 11 | 26 | 27 | −1   | Ronda por la permanencia |
| 9    | CFR Cluj              | 27   | 26 | 9  | 10 | 7  | 31 | 25 | +6   | Ronda por la permanencia |
| 10   | Botosani              | 26   | 26 | 6  | 8  | 12 | 30 | 35 | −5   | Ronda por la permanencia |
| 11   | Poli Timisoara        | 25   | 26 | 5  | 10 | 11 | 24 | 35 | −11  | Ronda por la permanencia |
| 12   | Voluntari             | 24   | 26 | 5  | 9  | 12 | 28 | 42 | −14  | Ronda por la permanencia |
| 13   | Concordia Chiajna     | 17   | 26 | 3  | 8  | 15 | 22 | 46 | −24  | Ronda por la permanencia |
| 14   | Petrolul Ploieşti     | 8    | 26 | 2  | 8  | 16 | 17 | 34 | −17  | Ronda por la permanencia |

Actualizado a los partidos jugados el 29 de febrero de 2016.
 Fuente: FRF, Soccerway
Notas:
1. ↑  Se le dedujeron 10 puntos por no cumplir con los requisitos de licencia.
2. ↑  Se le dedujeron 6 puntos por no cumplir con los requisitos de licencia.

### Resultados
| Local \ Visitante     | AST | BOT | CFR | CON | CSM | DIN | PAN | PET | POL | STE | TAR | UNI | VII | VOL |
| --------------------- | --- | --- | --- | --- | --- | --- | --- | --- | --- | --- | --- | --- | --- | --- |
| Astra Giurgiu         | —   | 1–0 | 2–2 | 2–2 | 4–1 | 1–1 | 1–2 | 3–1 | 2–2 | 2–0 | 1–5 | 1–0 | 2–2 | 1–1 |
| Botosani              | 0–1 | —   | 2–1 | 5–1 | 1–0 | 1–1 | 0–2 | 2–1 | 1–1 | 0–1 | 1–1 | 3–2 | 2–2 | 2–2 |
| CFR Cluj              | 1–1 | 3–1 | —   | 0–0 | 0–0 | 1–1 | 1–2 | 1–0 | 1–0 | 2–0 | 1–0 | 1–2 | 1–2 | 2–0 |
| Concordia Chiajna     | 0–2 | 0–0 | 2–1 | —   | 0–1 | 1–3 | 3–0 | 2–2 | 2–2 | 0–2 | 1–2 | 0–2 | 2–2 | 1–2 |
| CSMS Iaşi             | 1–1 | 1–0 | 2–1 | 0–1 | —   | 0–0 | 1–0 | 1–0 | 1–1 | 1–2 | 0–1 | 1–0 | 0–0 | 2–1 |
| Dinamo Bucureşti      | 0–1 | 1–0 | 0–2 | 4–0 | 0–0 | —   | 2–1 | 2–0 | 2–1 | 3–1 | 2–1 | 1–0 | 1–5 | 3–0 |
| Pandurii Târgu Jiu    | 1–1 | 0–3 | 1–1 | 2–0 | 3–0 | 2–2 | —   | 3–2 | 3–1 | 0–3 | 2–0 | 1–1 | 1–0 | 2–1 |
| Petrolul Ploieşti     | 0–1 | 2–1 | 1–0 | 1–1 | 1–2 | 1–2 | 1–1 | —   | 1–1 | 0–0 | 0–1 | 0–1 | 1–2 | 1–1 |
| Poli Timisoara        | 1–3 | 1–0 | 1–2 | 1–0 | 2–2 | 0–1 | 0–1 | 1–0 | —   | 1–0 | 2–0 | 1–1 | 1–2 | 1–2 |
| Steaua Bucureşti      | 0–1 | 5–3 | 1–1 | 3–1 | 1–1 | 0–0 | 1–1 | 0–0 | 3–1 | —   | 1–1 | 2–0 | 1–0 | 3–1 |
| Târgu Mureș           | 3–1 | 1–0 | 0–0 | 1–0 | 1–1 | 0–0 | 0–1 | 1–1 | 0–0 | 1–1 | —   | 0–0 | 2–2 | 2–1 |
| Universitatea Craiova | 1–2 | 0–0 | 0–1 | 2–0 | 2–0 | 3–0 | 0–0 | 2–0 | 1–1 | 1–2 | 1–1 | —   | 1–2 | 1–2 |
| Viitorul Constanța    | 1–2 | 3–1 | 2–2 | 3–1 | 1–2 | 1–1 | 1–3 | 1–0 | 4–0 | 0–1 | 1–0 | 4–0 | —   | 3–0 |
| Voluntari             | 1–2 | 1–1 | 2–2 | 1–1 | 1–1 | 1–3 | 0–0 | 1–0 | 0–0 | 3–1 | 0–2 | 1–2 | 2–3 | —   |

## Ronda de campeonato

### Tabla de posiciones
Para esta ronda los clubes comienzan con sus puntos reducidos a la mitad y sin ningún récord de la fase anterior.
| Pos. | Equipo             | Pts. | PJ | G | E | P | GF | GC | Dif. | Clasificación 2016-17                 |
| ---- | ------------------ | ---- | -- | - | - | - | -- | -- | ---- | ------------------------------------- |
| 1    | Astra Giurgiu (C)  | 48   | 10 | 7 | 1 | 2 | 20 | 9  | +11  | Tercera ronda de la Liga de Campeones |
| 2    | Steaua Bucureşti   | 43   | 10 | 6 | 3 | 1 | 18 | 8  | +10  | Tercera ronda de la Liga de Campeones |
| 3    | Pandurii Târgu Jiu | 39   | 10 | 3 | 6 | 1 | 12 | 7  | +5   | Tercera ronda de la Liga Europa       |
| 4    | Dinamo Bucureşti   | 36   | 10 | 2 | 6 | 2 | 12 | 15 | −3   |                                       |
| 5    | Viitorul Constanța | 29   | 10 | 1 | 3 | 6 | 14 | 21 | −7   | Tercera ronda de la Liga Europa       |
| 6    | Târgu Mureș        | 22   | 10 | 0 | 3 | 7 | 8  | 24 | −16  |                                       |

Actualizado a los partidos jugados el 26 de mayo de 2016.
 Fuente: FRF, Soccerway
Notas:
1. ↑  Dinamo Bucureşti no pudo obtener la licencia de la UEFA, luego de declararse en estado de insolvencia en 2014.[3][4]
2. ↑  El 31 de marzo, la CFCB anuncio que Târgu Mureș quedaba excluido de participar en las próxima competición europea, para que de este modo se pudiera clasificar a las siguientes 3 temporadas (es decir 2016-17, 2017-18 y 2018-19).[5]

### Resultados
| Local \ Visitante  | AST | DIN | PAN | STE | TAR | VII |
| ------------------ | --- | --- | --- | --- | --- | --- |
| Astra Giurgiu      | —   | 4–2 | 0–0 | 2–0 | 1–0 | 2–0 |
| Dinamo Bucureşti   | 1–4 | —   | 1–1 | 1–1 | 1–0 | 3–3 |
| Pandurii Târgu Jiu | 2–0 | 0–0 | —   | 0–1 | 3–3 | 1–1 |
| Steaua Bucureşti   | 2–0 | 1–1 | 1–1 | —   | 2–1 | 3–0 |
| Târgu Mureș        | 1–4 | 0–0 | 0–2 | 1–4 | —   | 1–1 |
| Viitorul Constanța | 1–3 | 1–2 | 0–2 | 1–3 | 6–1 | —   |

## Ronda por la permanencia

### Tabla de posiciones
| Pos. | Equipo                | Pts. | PJ | G | E | P | GF | GC | Dif. | Clasificación y descenso 2016-17 |
| ---- | --------------------- | ---- | -- | - | - | - | -- | -- | ---- | -------------------------------- |
| 1    | CSMS Iaşi             | 39   | 14 | 5 | 5 | 4 | 17 | 15 | +2   | Segunda ronda de la Liga Europa  |
| 2    | Universitatea Craiova | 39   | 14 | 7 | 2 | 5 | 19 | 17 | +2   |                                  |
| 3    | Botosani              | 38   | 14 | 7 | 4 | 3 | 29 | 19 | +10  |                                  |
| 4    | CFR Cluj              | 36   | 14 | 6 | 4 | 4 | 25 | 13 | +12  |                                  |
| 5    | Concordia Chiajna     | 35   | 14 | 7 | 5 | 2 | 19 | 13 | +6   |                                  |
| 6    | Voluntari (O)         | 29   | 14 | 5 | 2 | 7 | 19 | 20 | −1   | Play-off de permanencia          |
| 7    | Poli Timisoara]       | 20   | 14 | 1 | 4 | 9 | 14 | 36 | −22  | Descenso a Liga II               |
| 8    | Petrolul Ploieşti     | 18   | 14 | 4 | 2 | 8 | 9  | 18 | −9   | Descenso a Liga II               |

Actualizado a los partidos jugados el 29 de mayo de 2016.
 Fuente: FRF, Soccerway
Notas:
1. ↑  CFR Cluj se habría clasificado para la Tercera ronda de la Liga Europa 2016-17, al ganar la Copa de Rumanía, pero no pudo conseguir la licencia de la UEFA, luego de declararse en quiebra en 2015.[6]
2. ↑  El Poli Timişoara no descendió porque el campeón de la Liga II, el Rapid de Bucarest fue declarado en bancarrota y no pudo ascender.[7]

### Resultados
| Local \ Visitante     | BOT | CFR | CON | CSM | PET | POL] | UNI | VOL |
| --------------------- | --- | --- | --- | --- | --- | ---- | --- | --- |
| Botosani              | —   | 4–0 | 0–3 | 0–0 | 1–0 | 6–1  | 2–1 | 4–2 |
| CFR Cluj              | 6–0 | —   | 2–0 | 0–0 | 0–0 | 5–1  | 4–0 | 2–1 |
| Concordia Chiajna     | 1–1 | 2–1 | —   | 1–1 | 1–1 | 0–0  | 1–0 | 1–1 |
| CSMS Iaşi             | 1–1 | 0–2 | 2–3 | —   | 1–0 | 0–0  | 3–0 | 0–1 |
| Petrolul Ploieşti     | 0–4 | 1–0 | 0–1 | 1–2 | —   | 3–2  | 1–0 | 1–2 |
| Poli Timisoara]       | 1–4 | 2–2 | 1–3 | 2–3 | 0–1 | —    | 2–2 | 2–1 |
| Universitatea Craiova | 2–1 | 1–1 | 2–0 | 3–2 | 2–0 | 1–0  | —   | 3–0 |
| Voluntari             | 1–1 | 1–0 | 1–2 | 1–2 | 2–0 | 5–0  | 0–2 | —   |

## Play-off de permanencia
| Equipo 1  | Agr. | Equipo 2 | Ida | Vuelta |
| --------- | ---- | -------- | --- | ------ |
| Voluntari | 3–1  | UTA Arad | 3–0 | 0–1    |

## Goleadores
Actualizado al 6 mayo de 2016
| Rank | Jugador             | Club               | Goles |
| ---- | ------------------- | ------------------ | ----- |
| 1    | Ioan Hora           | Pandurii Târgu Jiu | 18    |
| 2    | Denis Alibec        | Astra Giurgiu      | 16    |
| 3    | Florin Tănase       | Viitorul Constanța | 15    |
| 4    | Nicolae Stanciu     | Steaua București   | 12    |
| 4    | Cristian López      | CFR Cluj           | 12    |
| 4    | Harlem Gnohéré      | Dinamo București   | 12    |
| 7    | Bojan Golubović     | CSMS Iași          | 9     |
| 8    | Constantin Budescu1 | Astra Giurgiu      | 8     |
| 8    | Florin Cernat       | Viitorul Constanța | 8     |
| 8    | Adrian Bălan        | Voluntari          | 8     |
| 8    | Nuno Rocha          | CSU Craiova        | 8     |
| 8    | Dorin Rotariu       | Dinamo București   | 8     |